# (23166) Bilal
(23166) Bilal est un astéroïde de la ceinture principale d'astéroïdes.

## Description
(23166) Bilal est un astéroïde de la ceinture principale d'astéroïdes. Il fut découvert le 7 avril 2000 à Socorro (Nouveau-Mexique) par le projet LINEAR. Il présente une orbite caractérisée par un demi-grand axe de 2,79 UA, une excentricité de 0,12 et une inclinaison de 8,0° par rapport à l'écliptique.

## Compléments